# Eremopterix hova
Espèce
Statut de conservation UICN

 LC  : Préoccupation mineure
Eremopterix hova (anciennement Mirafra hova), également appelée moinelette malgache ou alouette malgache, est une espèce d'oiseaux de la famille des Alaudidae.

## Description
Cet oiseau d'une coloration générale brunâtre mesure environ 13 cm et ne présente pas de dimorphisme sexuel. Sa tête est brun clair striée de brun sombre.

## Répartition et habitat
Cette espèce est endémique de Madagascar où elle est largement distribuée sur l'ensemble de l'île.
Présent du niveau de la mer jusqu'à 2500 m d'altitude, cet oiseau fréquente les savanes herbeuses et les savanes arborées. Elle se rencontre aussi sur les pistes, les routes, les abords secs des lacs et des grandes rivières.

## Alimentation
Elle consomme des graines et des orthoptères.

## Nidification
Le nid présente une forme de coupe. Il est constitué de fines graminées entrelacées. Il est construit sur le sol dans une touffe de graminées ou dans une dépression dans le sol. La ponte est de deux œufs blanchâtres ponctués de brun et de gris. Leurs dimensions moyennes sont de 20,6 x 15 mm. La nidification a été constatée presque toute l'année.

## Taxinomie
La vaste étude phylogénique d'Alström et al. (2013) amène à une révision complète de la famille des Alaudidae. En conséquence, le Congrès ornithologique international (version 4.2, 2014) déplace cette espèce (anciennement Mirafra hova) dans le genre Eremopterix (le genre des moinelettes).
Quand cette espèce était placée dans le genre Mirafra, son nom normalisé CINFO était Alouette malgache.